# Coilodera lepesmei
Coilodera lepesmei är en skalbaggsart som beskrevs av Ruter 1972. Coilodera lepesmei ingår i släktet Coilodera och familjen Cetoniidae. Inga underarter finns listade i Catalogue of Life.